# 塩原又策
塩原 又策（しおばら またさく、1877年（明治10年）1月10日 - 1955年（昭和30年）1月7日）は、日本の実業家。三共株式会社（現：第一三共株式会社）創業者・元社長。神奈川県出身。横浜英語学校卒業。

## 来歴・人物
大谷嘉兵衛の経営する日本製茶会社で実務の手ほどきを受け、父と大谷が共同出資し設立した横浜絹物会社で取締役支配人になる。
1897年、友人の西村庄太郎が渡米する折に、事業の探索を依頼し1898年に高峰譲吉が発見したタカジアスターゼの輸入販売権を獲得する。1899年（明治32年）に匿名合資会社三共商店を設立し横浜市弁天通に店を構える。さらに1902年、高峰譲吉のアドレナリンや1911年、鈴木梅太郎が発見したオリザニンの輸入販売権を獲得し1913年（大正2年）に三共株式会社を設立し高峰譲吉を社長に迎える。同社専務取締役就任。
1915年11月、内国製薬常務取締役就任。1916年、サトウライト株式会社専務取締役就任。1920年5月、キシライト株式会社社長就任。同年9月、東京石鹸製造株式会社社長就任。1923年、大和醸造株式会社代表取締役。1929年（昭和4年）7月9日、三共社長に就任する。
また1932年1月27日、アメリカのベークライトの特許権を得て日本ベークライトを設立した。
1940年4月5日、塩原禎三が社長に就任、塩原又策は会長に就任した。1946年12月31日退任。

## 栄典
- 1915年4月 - 紺綬褒章[1]
- 1928年11月3日 - 緑綬褒章[1]
- 1931年12月 - オフィシェ・レジオンドヌール勲章[1]